# God's Own Medicine
God's Own Medicine es el álbum debut de la banda británica de rock gótico The Mission, publicado en 1986 por Phonogram Records para el mercado europeo y por Mercury Records para los Estados Unidos. Alabado por la crítica por poseer un sonido similar a las bandas Led Zeppelin y Yes, ha sido considerado como la «primera piedra de la invasión del rock gótico en el Reino Unido». Su grabación se llevó a cabo en cuatro semanas en los estudios británicos Ridge Farm y Utopia, cuyas canciones habían sido presentadas con anterioridad al público en la gira europea de a principios de 1986.
El disco alcanzó el puesto 14 en la lista musical británica y un mes después de su lanzamiento recibió disco de plata por la BPI, luego de vender más de sesenta mil copias en el Reino Unido. Por su parte, en los Estados Unidos llegó hasta la posición 108 en la lista Billboard 200. En cuanto a su promoción, fueron publicados los sencillos «Stay With Me», «Severina» y «Wasteland», que se ubicaron en los puestos 30, 25 y 11 respectivamente en la lista británica UK Singles Chart.

## Lista de canciones
Todas las canciones escritas por The Mission.

| N.º | Título                          | Duración |  |
| 1.  | «Wasteland»                     | 5:42     |  |
| 2.  | «Bridges Burning»               | 4:08     |  |
| 3.  | «Garden of Delight (Hereafter)» | 3:42     |  |
| 4.  | «Stay With Me»                  | 4:37     |  |
| 5.  | «Blood Brother»                 | 5:16     |  |
| 6.  | «Let Sleeping Dogs Die»         | 5:53     |  |
| 7.  | «Sacrilege»                     | 4:45     |  |
| 8.  | «Dance on Glass»                | 5:10     |  |
| 9.  | «And the Dance Goes On»         | 4:10     |  |
| 10. | «Severina»                      | 4:15     |  |
| 11. | «Love Me to Death»              | 4:38     |  |
| 12. | «Island in a Stream»            | 5:25     |  |

## Músicos
| Músicos de la banda - Wayne Hussey: voz - Simon Hinkler: guitarra eléctrica - Craig Adams: bajo - Mick Brown: batería | Músicos invitados - Julianne Regan: coros adicionales - Adam Peters: sección de cuerdas |